# 阿戈斯角 (特拉華州)
阿哥斯角（英語：Argos Corner）是位於美國特拉華州蘇塞克斯縣的一個非建制地區。該地的面積和人口皆未知。

## 地理
阿哥斯角的座標為38°52′17″N 75°20′44″W / 38.87139°N 75.34556°W，而該地的平均海拔高度為9米（即30英尺）。